# Микушин, Михаил Валерьевич
Михаил Валерьевич Микушин (по документам прикрытия — Хосе Ассис Джаммария; род. 19 августа 1978, Свердловск) — российский разведчик-нелегал, бывший учёный, арестованный в октябре 2022 года в Норвегии по подозрению в шпионаже против Норвегии.
Микушин проходил стажировку в университете Тромсё и выдавал себя за бразильского исследователя. Позже он сообщил, что является гражданином России.
В августе 2024 года он был освобожден в России в рамках обмена 8 россиян, арестованных в Европе и США, на 16 российских заключённых.

## Биография
Родился 19 августа 1978 года в Свердловске. В 26 лет переехал в Москву, где проходил обучение в военно-дипломатической академии ГРУ. В 2006 году Микушин выпустился из академии и получил бразильский паспорт на том основании, что якобы имеет мать-бразильянку.
Микушин имеет степень бакалавра в области политологии со специализацией на международных отношениях в Центре военных, стратегических и безопасных исследований в Канаде, а также степень магистра в университете Калгари.
Осенью 2021 года приехал в Норвегию в качестве приглашенного исследователя, где работал в Центре исследований мира при университете Тромсё, занимаясь такими темами, как социальное обеспечение, готовность и гибридные угрозы.

## Раскрытие и арест
20 октября 2022 года Министерство юстиции и общественной безопасности Норвегии направило предупреждение в отношении бразильского исследователя Хосе Ассиса Джаммарии, работавшего в UiT, в котором оно сочло, что он представляет «угрозу фундаментальным национальным интересам».
24 октября Микушин был арестован Норвежской полицейской службой безопасности (PST), а на следующий день предстал перед окружным судом Норд-Тромс и Сенья, где PST посчитала его нелегалом, работавшим на российскую разведку, и потребовала его депортации из Норвегии.
28 октября окружной суд Осло постановил заключить его под стражу на четыре недели с запретом на письма и свидания на весь срок заключения и полной изоляцией на две недели. 25 ноября Микушин был заключен под стражу ещё на четыре недели.
Российское посольство в Осло заявило, что не знает исследователя и не будет комментировать обвинение. В ноябре 2022 года стало известно, что бразильские власти ведут расследование в отношении исследователя и рассматривают возможность запроса о его экстрадиции.
В декабре 2023 года арестованный заявил, что его настоящее имя — Михаил Валерьевич Микушин и что он является гражданином России.

## Связь с российской разведкой
На начальном этапе расследования PST полагала, что исследователем был гражданин России, настоящее имя которого Михаил Валерьевич Микушин, родившийся 19 августа 1978 года в России, и который работал в интересах российской разведки.
По данным Bellingcat, Микушин — полковник российской разведки ГРУ.

## Обвинение и обмен пленными
28 октября 2022 года Полицейская служба безопасности впервые предъявила Микушину обвинение в нарушении статьи 121 Уголовного кодекса Норвегии о «Деятельности по сбору разведывательной информации, направленной на раскрытие государственной тайны» и статьи 126b Уголовного кодекса, которая касается незаконной разведывательной деятельности, которая может нанести ущерб интересам безопасности других государств. В декабре 2022 года обвинение было изменено на нарушение статьи 122 Уголовного кодекса (усугубленная деятельность по сбору разведывательной информации, направленной на раскрытие государственной тайны).
В апреле 2024 года Полицейская служба безопасности завершила расследование и передала его в Национальный орган по преследованию организованной преступности и других тяжких преступлений для оценки обвинений.
1 августа 2024 года премьер-министр Йонас Гар Стёре подтвердил, что Микушин был частью более крупного обмена пленными между Россией и Западом, координируемого турецкой службой безопасности. Министр иностранных дел Эспен Барт Эйде заявил, что на практике это самое близкое к официальному подтверждению того, что он является российским разведчиком, а не бразильским исследователем, как он изначально утверждал.